# Rui Fonte
Pour les articles homonymes, voir Fonte.
Rui Pedro da Rocha Fonte, né le 23 avril 1990 à Penafiel au Portugal, est un footballeur portugais. Il évolue au poste d'attaquant au Paços Ferreira . Il est le frère du footballeur José Fonte.

## Biographie

### Carrière en club

#### Arsenal et prêt à Crystal Palace (2006-2010)
Formé au Sporting CP, Rui Fonte rejoint à 16 ans l'équipe des jeunes d'Arsenal avec une clause lui permettant de retourner au Portugal si le club anglais ne prolonge pas son contrat après 3 saisons. Le joueur est régulièrement titulaire chez la réserve des Gunners jusqu'à la saison 2008 où il intègre l'équipe première. Il joue son unique match avec Arsenal lors des 16e de finale de la Coupe de la Ligue face à Wigan, il entre en jeu à la 83e minute à la place de Carlos Vela.
En janvier 2009, le joueur intègre l'effectif de Crystal Palace dans le cadre d'un prêt jusqu'à la fin de saison. Il y retrouve son grand frère José Fonte qui évolue au poste de défenseur central. Il joue 10 matchs de Championship sans marquer le moindre but.

#### Sporting CP et prêt au Vitória Setúbal (2009-2011)
Finalement les dirigeants d'Arsenal ne souhaite pas prolonger le contrat du joueur au bout des 3 saisons passées au club, il retourne donc au Sporting CP où il est directement prêté au club du Vitória Setùbal dans l'optique de s'aguerrir un peu à la Liga Sagres.

#### Espanyol Barcelone (2010-2013)
Pour la saison suivante, il est de nouveau prêté à l'Espanyol de Barcelone en Liga BBVA puis il signe définitivement avec le club catalan à la fin de cet exercice.

#### Benfica et prêt à Belenenses (2013-2016)
En janvier 2013, il retrouve le Portugal en s'engageant avec Benfica. Le 4 février, il dispute son premier match avec l'équipe B du club lisboète et il subit une rupture des ligaments croisés. Cette blessure va l'éloigner des terrains pendant plus d'un an. Il retrouve les terrains à partir du mois d'avril 2014. Lors de la saison 2014/2015, il réalise d'excellentes performances avec le Benfica B en inscrivant 17 buts en 21 matchs. 
Il est prêté pour la deuxième partie de saison à Belenenses.

#### SC Braga (2015-2017)
Il est ensuite prêté une saison au SC Braga où il joue ses premiers matchs européens lors de la Ligue Europa puis il s'engage définitivement à l'issue de la saison. Il marque le premier but de la finale de la Coupe du Portugal de 2016 remportée par le club aux tirs au but contre le FC Porto.

#### Fulham et prêt au Lille OSC (2017-2019)
Le 17 août 2017, il rejoint Fulham. Il joue son premier match le 19 août face Sheffield Wednesday (0-1), il joue à la pointe de l'attaque. Il inscrit son premier but dès la semaine suivante sur la pelouse d'Ipswich Town, il marque le deuxième but de son équipe (0-2). Titulaire indiscutable lors de la première partie de saison, il perd sa place lors de la phase retour et après l'arrivée d'Aleksandar Mitrovic qui réalise de bonnes performances.
Le 31 août 2018, il est annoncé à la clôture du mercato en prêt à Lille où il rejoint son frère, José Fonte, arrivé durant le même mercato. C'est la première fois que les deux frères Fonte jouent ensemble depuis le passage de Rui à Crystal Palace en 2009.

## Statistiques
| Saison                | Club                         | Championnat           | Championnat | Championnat | Coupe nationale | Coupe nationale | Coupe de la Ligue | Coupe de la Ligue | Supercoupe | Supercoupe | Compétition(s) continentale(s) | Compétition(s) continentale(s) | Compétition(s) continentale(s) | Total | Total |
| Saison                | Club                         | Division              | M.          | B.          | M.              | B.              | M.                | B.                | M.         | B.         | Comp.                          | M.                             | B.                             | M.    | B.    |
| 2008-2009             | Arsenal                      | Premier League        | -           | -           | -               | -               | 1                 | 0                 | -          | -          | -                              | -                              | -                              | 1     | 0     |
| 2008-2009             | Crystal Palace (prêt)        | Championship          | 10          | 0           | -               | -               | -                 | -                 | -          | -          | -                              | -                              | -                              | 10    | 0     |
| 2009-2010             | Vitória Futebol Clube (prêt) | Primeira Liga         | 13          | 0           | 1               | 0               | 2                 | 0                 | -          | -          | -                              | -                              | -                              | 16    | 0     |
| Sous-total            | Sous-total                   | Sous-total            | 23          | 0           | 1               | 0               | 3                 | 0                 | -          | -          | -                              | -                              | -                              | 27    | 0     |
| 2010-2011             | RCD Espanyol (prêt)          | Liga                  | 9           | 0           | -               | -               | -                 | -                 | -          | -          | -                              | -                              | -                              | 9     | 0     |
| 2011-2012             | RCD Espanyol                 | Liga                  | 19          | 1           | 5               | 2               | -                 | -                 | -          | -          | -                              | -                              | -                              | 24    | 3     |
| 2012-2013             | RCD Espanyol                 | Liga                  | 10          | 0           | 2               | 0               | -                 | -                 | -          | -          | -                              | -                              | -                              | 12    | 0     |
| Sous-total            | Sous-total                   | Sous-total            | 38          | 1           | 7               | 2               | -                 | -                 | -          | -          | -                              | -                              | -                              | 45    | 3     |
| 2012-2013             | Benfica Lisbonne B           | Segunda Liga          | 1           | 0           | -               | -               | -                 | -                 | -          | -          | -                              | -                              | -                              | 1     | 0     |
| 2013-2014             | Benfica Lisbonne B           | Segunda Liga          | 4           | 1           | -               | -               | -                 | -                 | -          | -          | -                              | -                              | -                              | 4     | 1     |
| 2014-2015             | Benfica Lisbonne B           | Segunda Liga          | 21          | 17          | -               | -               | 1                 | 0                 | -          | -          | -                              | -                              | -                              | 22    | 17    |
| 2014-2015             | Belenenses                   | Primeira Liga         | 13          | 2           | -               | -               | 3                 | 2                 | -          | -          | -                              | -                              | -                              | 16    | 4     |
| Sous-total            | Sous-total                   | Sous-total            | 39          | 20          | -               | -               | 4                 | 2                 | -          | -          | -                              | -                              | -                              | 43    | 22    |
| 2015-2016             | SC Braga (prêt)              | Primeira Liga         | 15          | 4           | 3               | 2               | 3                 | 2                 | -          | -          | C3                             | 7                              | 0                              | 28    | 8     |
| 2016-2017             | SC Braga                     | Primeira Liga         | 26          | 11          | 3               | 2               | 5                 | 2                 | -          | -          | C3                             | 4                              | 0                              | 38    | 15    |
| 2017-2018             | SC Braga                     | Primeira Liga         | 2           | 1           | -               | -               | -                 | -                 | -          | -          | C3                             | 2                              | 1                              | 4     | 2     |
| Sous-total            | Sous-total                   | Sous-total            | 43          | 16          | 6               | 4               | 8                 | 4                 | -          | -          | -                              | 13                             | 1                              | 70    | 25    |
| 2017-2018             | Fulham                       | Championship          | 27          | 3           | 1               | 0               | -                 | -                 | -          | -          | -                              | -                              | -                              | 28    | 3     |
| Sous-total            | Sous-total                   | Sous-total            | 27          | 3           | 1               | 0               | 1                 | 0                 | -          | -          | -                              | -                              | -                              | 29    | 3     |
| 2018-2019             | Lille OSC (prêt)             | Ligue 1               | 18          | 1           | 1               | 0               | 1                 | 0                 | -          | -          | -                              | -                              | -                              | 20    | 1     |
| Total sur la carrière | Total sur la carrière        | Total sur la carrière | 188         | 41          | 16              | 6               | 17                | 6                 | -          | -          | -                              | 13                             | 1                              | 234   | 54    |

## Palmarès
- Vainqueur de la Coupe du Portugal en 2016 avec le SC Braga
- Finaliste de la Coupe de la Ligue portugaise en 2017 avec le SC Braga
- Vice-champion de France de Ligue 1 Conforama avec le LOSC Lille en 2019